# Gates Mills
Gates Mills é uma aldeia localizada no estado norte-americano do Ohio, no Condado de Cuyahoga.

## Demografia
Segundo o censo norte-americano de 2000, a sua população era de 2493 habitantes.
Em 2006, foi estimada uma população de 2330, um decréscimo de 163 (-6.5%).

## Geografia
De acordo com o United States Census Bureau tem uma área de 23,6 km², dos quais 23,6 km² cobertos por terra e 0,0 km² cobertos por água.

## Localidades na vizinhança
O diagrama seguinte representa as localidades num raio de 8 km ao redor de Gates Mills.